# Вербовий Максим Вікторович
Макси́м Ві́кторович Вербовий (1991—2014) — старший солдат Збройних сил України, учасник російсько-української війни.

## З життєпису
Народився 19 липня 1991 року в селі Олексіївка, Бобринецький район; 2009-го року закінчив Олексіївську школу. Навчався у Кіровоградському технікумі механізації, 2010 року призваний на військову службу до лав Збройних силах України. 2011 року демобілізований, продовжив службу за контрактом.
У часі війни — розвідник-кулеметник, Кіровоградський 3-й окремий полк спеціального призначення. Загинув 15 липня в часі мінометного обстрілу під містом Ізварине, тоді загинуло іще 8 бійців — Алєксєєв Микола Васильович, Бендеров Максим Васильович, Каравайський Богдан Ігорович, Коваленко Юрій Вікторович, Марков Іван Анатолійович, Майсеєв Станіслав Анатолійович, Рябий Дмитро Володимирович. 19 липня від поранень помер Гаркавенко Віктор Олександрович.
Не дожив 4 дні до свого 23-го дня народження.
У вересні 2014 року похований у селі Олексіївка, Бобринецький район.

## Нагороди та вшанування
- 14 серпня 2014 року — за особисту мужність і героїзм, виявлені у захисті державного суверенітету та територіальної цілісності України, вірність військовій присязі під час російсько-української війни, відзначений — нагороджений орденом «За мужність» III ступеня (посмертно)
- 10 листопада 2015 року в Олексіївській школі відкрито меморіальну дошку випускникові Максиму Вербовому.